# Stolp Dharahara
Stolp Dharahara (nepalščina: हररहरा), imenovan tudi Bhimsenov stolp, je bil devet nadstropni, 61,88-metrski  stolp v središču Sundhare v Katmanduju . Leta 1832 ga je zgradil Mukhtiyar (enakovredno predsedniku vlade) Bhimsen Thapa pod komisijo kraljice Lalit Tripura Sundari in je bil del arhitekture Katmanduja, ki jo je priznal UNESCO.
Stolp je imel spiralno stopnišče z 213 stopnicami. Osmo nadstropje je imelo krožni balkon za opazovalce, ki je nudil panoramski pogled na dolino Katmanduja. Imel je tudi 5,2-metrski bronasti jambor na strehi.
Večina stolpa je padla v potresu 25. aprila 2015, vendar je baza ostala . V  ruševinah je bilo najdenih 60 trupel. Rekonstrukcija stolpa se je začela junija 2018.

## Zgodovina
Stolp Dharahara v Katmanduju je bil najvišja zgradba v Nepalu in drugi tak stolp, ki ga je zgradil Bhimsen Thapa . Prvi stolp je bil zgrajen osem let prej leta 1824 in je bil visok 11 nadstropij, dve nadstropji višji od Dharahare. Dharahara naj bi bil zgrajen za kraljico Lalit Tripuro Sundari, ki je bila nečakinja Bhimsena Thapa.
Med potresom leta 1834 sta oba stolpa preživela , toda prvi Bhimsenov stolp je utrpel hudo škodo. Stoletje kasneje, 15. januarja 1934, je drugi potres popolnoma uničil prvi stolp in le dve od 9 nadstropij drugega stolpa sta ostali. Takratni premier Nepala, Juddha Shumsher, je nato izvedel obnovitvena dela na stolpu Dharahara, da bi ga povsem obnovil. Ko je bil prvotni stolp Bhimsen uničen, je stolp kraljice Lalit Tripure Sundari postal znan kot Bhimsen Stambha ali Bhimsenov stolp.
Stolp Dharahara je bil zgrajena za vojaško rabo kot stražarnica. Ko so se zgodili dogodki nacionalnega pomena, so iz zgornjega nadstropja stolpa zatrobile trobente. To je bil znak, da so se vojaki zbrali. Ta tradicija se je nadaljevala do razpada stolpa. 
25. aprila 2015 ga je prizadel še en potres z oceno 7,8 (Mw), ki je povzročil propad stolpa. [5] Epicenter potresa je bil približno 29 kilometrov vzhodno-jugovzhodno od Lamjunga, Nepal. [4] Struktura se je porušila in preživela je le njena baza.
Februarja 2016 se je vlada odločila za obnovo stolpa, premier Khadga Prasad Sharma Oli in njegovi ministri pa so v obnovo prispevali enomesečno plačo. Ustanovljen je bil tudi sklad, imenovan Jaz bom zgradil Dharaharo, da bi zbrali denar za obnovo. Po besedah Sushila Gyawalija, gradbenega inženirja, ki vodi državno agencijo za obnovo, bo novi stolp odporen na potrese . Temeljni kamen novega stolpa je bil položen 24. aprila 2016.

## Arhitektura
Arhitektura Dharahare je bila zasnovana tako v mogulskem kot v evropskem slogu. Podoben je islamskemu minaretu. Na vrhu stolpa je bil postavljen kip hindujskega božanstva Šive. [8

## Pred porušitvijo
Stolp je bil glavna turistična atrakcija in je bil odprt za javnost proti plačilu vstopnine od leta 2005 do razpada leta 2015.
Upravljanje Dharahare, ko je stal, je bilo pod strogim nadzorom domačinov in turistov. Oddelek za dediščino Metropolitan Cityja v Katmanduju je bil izpostavljen hudim kritikam zaradi pomanjkanja prizadevanj za zaščito dediščine. 

## Galerija
- Ostanki po potresu 2015
- Dharahara po potresu 2015
- Dharahara po potresu 2015
- Minister Sharma Oli 27. decembra 2018 polaga temeljni kamen za rekonstrukcijo stolpa Dharahara v Katmanduju.
- Priresitev ob polaganju temeljnega kamna.
- Ostanek spomenika.